# 雄略天皇
雄略天皇（日语：／ Yūryaku Tennō），日本第21代天皇（安康天皇3年11月13日—雄略天皇23年8月7日在位）。本名大泊瀬幼武（おおはつせわかたけ）、大泊瀬幼武尊（おおはつせわかたけるのみこと とも）、大長谷若建命、大長谷王（《古事記》）。有学者认为，他就是《宋书·倭国传》所记载的倭王武。他在位时曾向朝鲜進攻被高句丽擊退，因此462年遣使刘宋，要求支持其在朝鲜半岛的政策，刘宋朝承认其为“安东大将军”。在国内强化专制统治，收取豪族私财，广设部民。
他在位时向冮南招募四位女织交与各地秦民予秦酒公管理，奬励養蚕業。

## 傳說與歷史
雄略天皇弒兄弟，僅履中天皇之長子市邊押磐皇子之二子存，然其二子顯宗天皇無嗣，仁賢天皇又僅得武烈天皇一嗣。是以武烈天皇既崩，後嗣無人。種下仁德天皇一系子孫未能延展天皇族嗣之因。

## 家族
- 父：允恭天皇
- 母：忍坂大中姫命

皇后：草香幡梭姬皇女（仁徳天皇之皇女，即雄略天皇姑姑）
- 皇妃：
  - 葛城韓媛
  - 童女君

- 女御：
  - 吉備稚媛（原為吉備田狹之妻，因美貌，天皇趁吉備在任那作派遣官時納入後宮）

- 皇子
  - 磐城皇子
  - 星川稚宮皇子
  - 白髮皇子（清宁天皇）
- 皇女
  - 稚足姬皇女（又名栲幡娘姬，母葛城韓媛妃）
  - 春日大娘皇女
（妃童女君所生也，先為仁賢天皇皇后，後爲武烈天皇皇后）